# Vladimir Durković
Vladimir Durković (szerb cirill betűkkel: Владимир Дурковић; Gjakova, 1937. november 6. – Sion, 1972. június 22.) olimpiai bajnok és Európa-bajnoki ezüstérmes szerb labdarúgó.
A jugoszláv válogatott tagjaként részt vett az 1960. évi nyári olimpiai játékokon, az 1960-as Európa-bajnokságon és az 1962-es világbajnokságon.
1972. júniusában, 34 éves korában a svájci Sionban hunyt el, miután tévedésből egy rendőr lelőtte.

## Sikerei, díjai
Crvena zvezda
- Jugoszláv bajnok (5): 1955–56, 1956–57, 1958–59, 1959–60, 1963–64
- Jugoszláv kupa (3): 1957–58, 1958–59, 1963–64
- Közép-európai kupa (1): 1958

Saint-Etienne
- Francia bajnok (3): 1967–68, 1968–69, 1969–70
- Francia kupa (2): 1967–68, 1969–70
- Francia szuperkupa (1): 1969

Jugoszlávia
- Olimpiai bajnok (1): 1960
- Európa-bajnoki ezüstérmes (1): 1960